# Climat de classe
Pour les articles homonymes, voir Climat (homonymie).
Le climat de classe, ou aussi appelé climat social de la classe, repose sur le type de relations que les élèves entretiennent entre eux au sein de la classe, ainsi que sur la relation qui existe entre les élèves et leur enseignant. Il repose aussi sur les dimensions organisationnelles et spatiale de l’environnement. On peut aussi parler d’atmosphère.
C’est la perception qu’ont les élèves et le professeur du climat de classe et donc  des relations sociales de la classe qui va déterminer l’efficacité de celui-ci. Il peut donc être perçu comme bon ou mauvais, efficace ou non. 
Le climat qui règne au sein de la classe peut avoir un impact sur la motivation et les apprentissages des élèves.

## Évaluer le climat de classe
Il existe deux sortes de perceptions du climat une équipe est collective. En effet, puisque l’on parle de perception on comprend qu’il est propre à chacun et qu’il peut donc avoir des désaccords d’opinions sur sa représentation. Cependant il existe aussi une perception collective et consensuelle du climat de classe, qui est commune à l’ensemble des membres de l’environnement. Lorsque l’on évalue le climat de classe il faut donc choisir si l’on veut un point de vue individuel ou collectif, les perceptions de chaque élève ou la perception de la classe dans son ensemble. Il existe de nombreux instruments ou échelles de mesure pour évaluer le climat de classe. Il y a donc en conséquence de nombreux éléments différents qui peuvent être observés pour mesurer le climat de classe. On peut trouver par exemple des items sur les frictions dans la classe, la satisfaction des élèves pour leur classe, la chaleur affective et la disponibilité des enseignants, l’ordre et l’organisation dans la classe, le favoritisme présent dans celle-ci ou l’engagement et l’application scolaires du professeur et des élèves. Cependant, il y a trois grandes catégories de dimensions qui reviennent pour évaluer le climat de classe : les dimensions relationnelles, les dimensions du développement personnel et les dimensions de maintien et de changement du système de la classe

## Les dimensions du climat de classe

### Dimensions relationnelles
1. La manière dont l’enseignant soutient ses élèves (aide offerte, intérêt de l’enseignant pour ses élèves, confiance en eux).
2. Le niveau d’engagement des élèves dans la classe (participation des élèves, attention donnée aux cours)
3. La cohésion sociale et l’affiliation présentes dans les relations entre les élèves (entente des élèves entre eux, entraide).
4. Les interactions positives entre l’enseignant et l’élève (intérêt de l’enseignant pour le bien-être et le développement social de l’élève).
5. La perception des élèves quant à la pertinence de la matière enseignée en classe[3].

### Dimensions du développement personnel
1. L’orientation de l’enseignant vers la tâche (perception de l’élève de l’engagement de l’enseignant dans les tâches, activités scolaires.)
2. Les niveaux de coopération et de compétition entre les élèves
3. L’attente du professeur envers les élèves. (Résultats, progrès, compétences)
4. L’encouragement de l’investigation par l’enseignant dans la classe (Encouragement de l’enseignant à l’effort et la participation de l’élève).
5. Le partage du contrôle dans la classe entre l’enseignant et les élèves (possibilité de donner son avis sur le fonctionnement de la classe, le choix des activités)[3].

### Dimensions de maintien et de changement du système de la classe
1. L’ordre et l’organisation présents dans la classe (importance conduite des élèves, organisation du temps et des activités)
2. Les règles et le climat disciplinaire dans la classe (présence de règles)
3. La discipline et le contrôle exercés par l’enseignant (respect des règles, présence de sanctions)
4. L’innovation dans la classe (encouragement à la créativité, méthodes et activités pédagogiques innovatrices et diversifiées)
5. La capacité de l’enseignant à être équitable envers ses élèves.
6. L’ouverture de l’enseignant à la négociation (possibilité pour les élèves d’expliquer et de justifier leurs idées aux autres élèves)
7. L’individualisation au sein de la classe (adaptation du professeur au différents besoins et types d’élèves, possibilité pour les élèves de prendre des décisions)[3].

## Les effets de la perception du climat de classe

### Perception positive
Un bon climat de classe favorise fortement les apprentissages. Des études ont montré qu’une bonne perception du climat social de la classe peut développer de bons résultats cognitifs et affectifs chez les élèves. En effet ceci pourrait avoir une bonne influence sur la performance scolaire, l’estime de soi, la motivation et l’attitude des élèves.
Les critères d’un environnement social qui permettraient de favoriser le climat de la classe et une meilleure performance seraient la cohésion, la satisfaction, la description clair des buts d’apprentissage. Ainsi qu’un degré faible de frictions et de réglementations, et une bonne organisation. 

### Perception négative
Au contraire, une mauvaise perception du climat de classe pourrait faire naître une réticence à l’école. Du côté des professeurs, il pourrait expliquer l’épuisement professionnel de l’enseignant. Du côté des élèves il expliquerait le décrochage scolaire des élèves adolescents. 

## Les facteurs de départ du climat de classe
Le climat de classe est composé de cinq facteurs de départ auxquels il dépend. En effet, il y a plusieurs caractéristiques de départ dans une classe qui joue un rôle sur le climat de classe mais aussi sur la façon dont on va le prendre en charge. Le premier serait la disposition de la salle, le cadre architectural. Le deuxième, concernerait le contexte, c’est-à-dire le type d’école et la section d’étude. Le troisième, serait le nombre d’élèves et le niveau scolaire demandé. Le quatrième serait les caractéristiques collectives, c’est-à-dire le pourcentage de filles ou de redoublants. Enfin, le cinquième porterait sur les caractéristiques de l’enseignant comme son sexe ou sa personnalité. 

## Agir sur le climat de classe
Aujourd’hui le climat de classe est considéré comme une variable sur laquelle on peut agir afin de favoriser l’apprentissage et de travailler dans de bonnes conditions. Il s’agit, d’agir sur l’environnement de la classe dans le but de créer une ambiance propice au bien-être des élèves et du professeur. 
Pour agir sur le climat de la classe et la perception qu’ont les élèves de ce climat, il faut tout d’abord évaluer le climat de la classe grâce à un instrument de mesure. On va ensuite grâce à ça pouvoir évaluer quelles sont les dimensions du climat de classe les plus problématiques, les moins bien perçues par les élèves. Ensuite, il va falloir discuter pour trouver des solutions afin de changer cette perception. On va donc tenter de modifier la perception du climat en apportant des modifications, soit dans la gestion de classe, soit dans les apprentissages ou activités proposées soit dans le cadre ou l’organisation de la classe, en s’adaptant aux facteurs de départ qui sont les premiers à jouer sur le climat de classe. Pour cela, il existe de nombreux outils pédagogiques qui vont aider à apporter ces changements. Ils vont aider à influer les différentes dimensions que comporte le climat de classe. Cependant, lorsque l’on veut agir sur le climat de la classe, il va aussi falloir prendre en compte les facteurs de départ. Par rapport aux facteurs, à la classe, aux professeurs, on n’agira pas sur le climat de la même manière. Il y a des outils ou des activités qui vont fonctionner sur une classe et permettre de changer la perception du climat positivement. Tandis que dans une autre classe ne vont pas fonctionner, vont être difficile à mettre en place ou vont avoir un effet négatif.

## Outils pédagogiques pour agir sur le climat de classe
Il existe donc de nombreux outils qui peuvent être mis en place dans le but de modifier les perceptions du climat de classe. Les résultats de la mise en place de ces outils ne seront pas toujours positifs mais ils sont très appréciés par les professionnels de l’éducation. En voici trois exemples : 

### Le tétra’ aide
Le tétra’ aide est un outil d’organisation et de gestion du travail. Il permet à l’élève de signaler sa situation au professeur grâce à un outil matériel. Cet outil est un tétraèdre (pyramide), dont chaque sommet va indiquer avec un message couleur la situation de l’élève. Il peut se décliner ou s’ajuster en faisant passer différents messages. Cependant le tétra’ aide de base indique en première position que l’enfant travaille et que tout va bien. En deuxième position qu’il est aidé ou en train d’aider un camarade. En troisième position, il indique que l’élève a une question mais non urgente et enfin sa dernière position indique que l’enfant est dans l’incapacité de travailler et a besoin de l’aide de l’enseignant rapidement. Il permet donc d’instaurer de l’entraide et d’aider l’enseignant à repérer les élèves les plus en difficultés rapidement,.

### Le message clair
Le message clair est un outil de traitement de conflit, non-violent et autonome. Il s’agit de résoudre les petits conflits en cinq étapes. On signale notre intention de faire un message clair, dans la seconde on explique au camarade les motivations de ce message clair. Ensuite dans la troisième on explique les raisons, la situation, l’action qui nous a dérangé et dans la quatrième les sentiments que ça nous a fait éprouver. Dans la dernière on demande au camarade s’il a compris, s’il dit oui le conflit est résolu s’il dit non, le conflit est rapporté et sera résolu plus tard avec l’enseignant. 

### Le conseil des élèves
Le conseil des élèves est un outil qui permet de réunir les élèves et le professeur des écoles pour traiter démocratiquement des questions ou problèmes rencontrés dans l’école ou la classe et d’élaborer des projets pédagogiques ou événements. Il peut donc se diviser en deux temps, le conseil de coopération qui permet de discuter ou prendre des décisions sur des projets, événements ou des travaux à mener. Le conseil de classe qui permet de co-élaborer les règles de fonctionnement de la classe et d’identifier et remédier aux problèmes, notamment comme la résolution de conflit. Il permet donc de faire participer grandement les enfants dans la vie de classe et leur apprentissage. 